# 11496 Ґрас
11496 Ґрас (11496 Grass) — астероїд головного поясу, відкритий 10 січня 1989 року.
Тіссеранів параметр щодо Юпітера — 3,361.